# Wapen van Maldonado

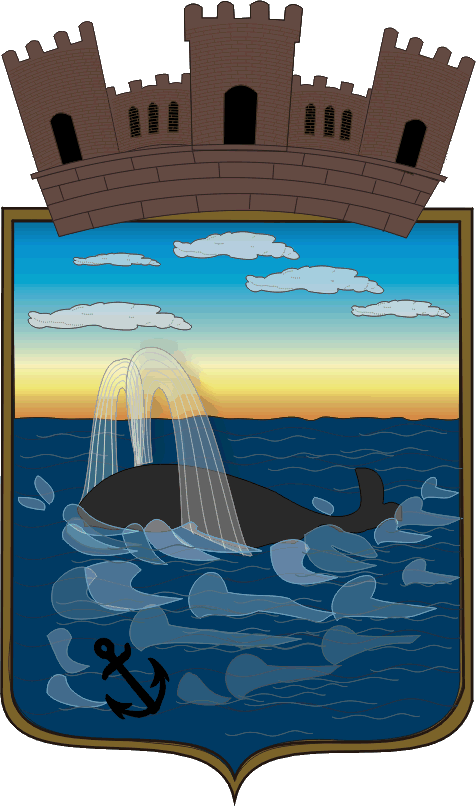
Wapen van Maldonado

Het wapen van Maldonado bestaat uit een schild onder een muurkroon. Het schild is in twee delen verdeeld, met een heldere hemel en de horizon boven de golvende zee waarin een walvis water spuit. Onderin staat een anker afgebeeld, dat naar de haven van Maldonado verwijst.
Maldonado kreeg al in 1778 zijn wapen, decennia voordat Uruguay onafhankelijk werd. Het besluit daartoe werd genomen door de Spaanse kapitein-generaal van het gebied. In de eerste versie stond een zeewolf afgebeeld, maar die werd in 1803 vervangen door een walvis als symbool voor de walvisvangst en — meer algemeen — arbeid en weelde. Op 29 augustus van dat jaar werd het wapen officieel goedgekeurd door Karel IV van Spanje. Sindsdien is het schild niet meer gewijzigd.

## Vlag
De vlag van Maldonado bestaat uit een wit veld met daarop het wapen van Maldonado. Het wapen komt terug op de vlag.

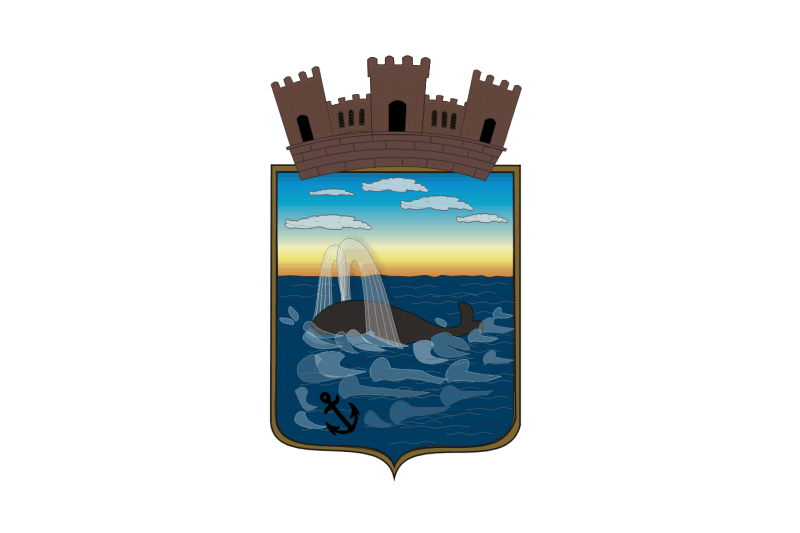
Vlag van Maldonado (ratio 2:3)